# Световно първенство по шахмат 1960
Световното първенство по шахмат през 1960 г. се провежда под формата на мач между действащия световен шампион Михаил Ботвиник и претендента Михаил Тал.
Мачът се състои от 24 партии в театърът „Пушкин“, като при равенство Ботвиник би запазил титлата си. Провежда се в Москва между 15 март и 7 май 1957 г. Тал печели с 12,5:8,5 и става осмия световен шампион по шахмат. 
Тал е победител в междузоналния турнир в Порторож през 1958 г. Това му дава право да участва в кандидатския турнир през 1959, който печели с 20 точки от 28 партии, следван от Паул Керес с 18,5 т. 
Съдии са Щалберг и Голомбек. 

## Резултати
|                 | 1 | 2 | 3 | 4 | 5 | 6 | 7 | 8 | 9 | 10 | 11 | 12 | 13 | 14 | 15 | 16 | 17 | 18 | 19 | 20 | 21 | Точки |
| --------------- | - | - | - | - | - | - | - | - | - | -- | -- | -- | -- | -- | -- | -- | -- | -- | -- | -- | -- | ----- |
| Михаил Тал      | 1 | ½ | ½ | ½ | ½ | 1 | 1 | 0 | 0 | ½  | 1  | ½  | ½  | ½  | ½  | ½  | 1  | ½  | 1  | ½  | ½  | 12½   |
| Михаил Ботвиник | 0 | ½ | ½ | ½ | ½ | 0 | 0 | 1 | 1 | ½  | 0  | ½  | ½  | ½  | ½  | ½  | 0  | ½  | 0  | ½  | ½  | 8½    |

## Партии
Шестата партия е известна като обратен момент в мача. В нея Ботвиник е с белите, а Тал жертва кон след дебюта на 21-вия ход. Ботвиник не успява да се справи с новинката, а съдиите преместват партията в стая без публика, защото публиката е толкова възбудена, че не позволява нормалното провеждане на партията. 
1.c4 Nf6 2.Nf3 g6 3.g3 Bg7 4.Bg2 O-O 5.d4 d6 6.Nc3 Nbd7 7.O-O e5 8.e4 c6 9.h3 Qb6 10.d5 cxd5 11.cxd5 Nc5 12.Ne1 Bd7 13.Nd3 Nxd3 14.Qxd3 Rfc8 15.Rb1 Nh5 16.Be3 Qb4 17.Qe2 Rc4 18.Rfc1 Rac8 19.Kh2 f5 20.exf5 Bxf5 21.Ra1 Nf4 22.gxf4 exf4 23.Bd2 Qxb2 24.Rab1 f3 25.Rxb2 fxe2 26.Rb3 Rd4 27.Be1 Be5+ 28.Kg1 Bf4 29.Nxe2 Rxc1 30.Nxd4 Rxe1+ 31.Bf1 Be4 32.Ne2 Be5 33.f4 Bf6 34.Rxb7 Bxd5 35.Rc7 Bxa2 36.Rxa7 Bc4 37.Ra8+ Kf7 38.Ra7+ Ke6 39.Ra3 d5 40.Kf2 Bh4+ 41.Kg2 Kd6 42.Ng3 Bxg3 43.Bxc4 dxc4 44.Kxg3 Kd5 45.Ra7 c3 46.Rc7 Kd4 47.Rd7+ 0-1